# Toyohashi
Toyohashi (豊橋市, Toyohashi-shi) est une ville de la préfecture d'Aichi, au Japon.

## Géographie

### Situation
Toyohashi est située au sud-est de la préfecture d'Aichi, à la base de la péninsule d'Atsumi. La ville est bordée par la baie de Mikawa à l'ouest, par la mer d'Enshū au sud, et par la ville de Toyokawa au nord.

### Démographie
Au 1er décembre 2018, la population de Toyohashi était de 377 362 habitants répartis sur une superficie de 261,86 km2.

## Histoire
La ville s'est développée autour du château de Yoshida construit au début du XVIe siècle.
À l'époque d'Edo, le château de Yoshida est au centre du domaine de Yoshida. À la restauration de Meiji, le domaine est renommé domaine de Toyohashi.
La ville moderne est officiellement fondée le 1er août 1906. Pendant la Seconde Guerre mondiale, Toyohashi est bombardée à plusieurs reprises entre janvier 1945 et juin 1945 par l'armée de l'air américaine.
En 1955, les villages de Maeshiba, Futagawa, Takatoyo, Oitsu et Ishimaki fusionnent avec Toyohashi. La ville est désignée ville noyau en 1999.

## Culture locale et patrimoine

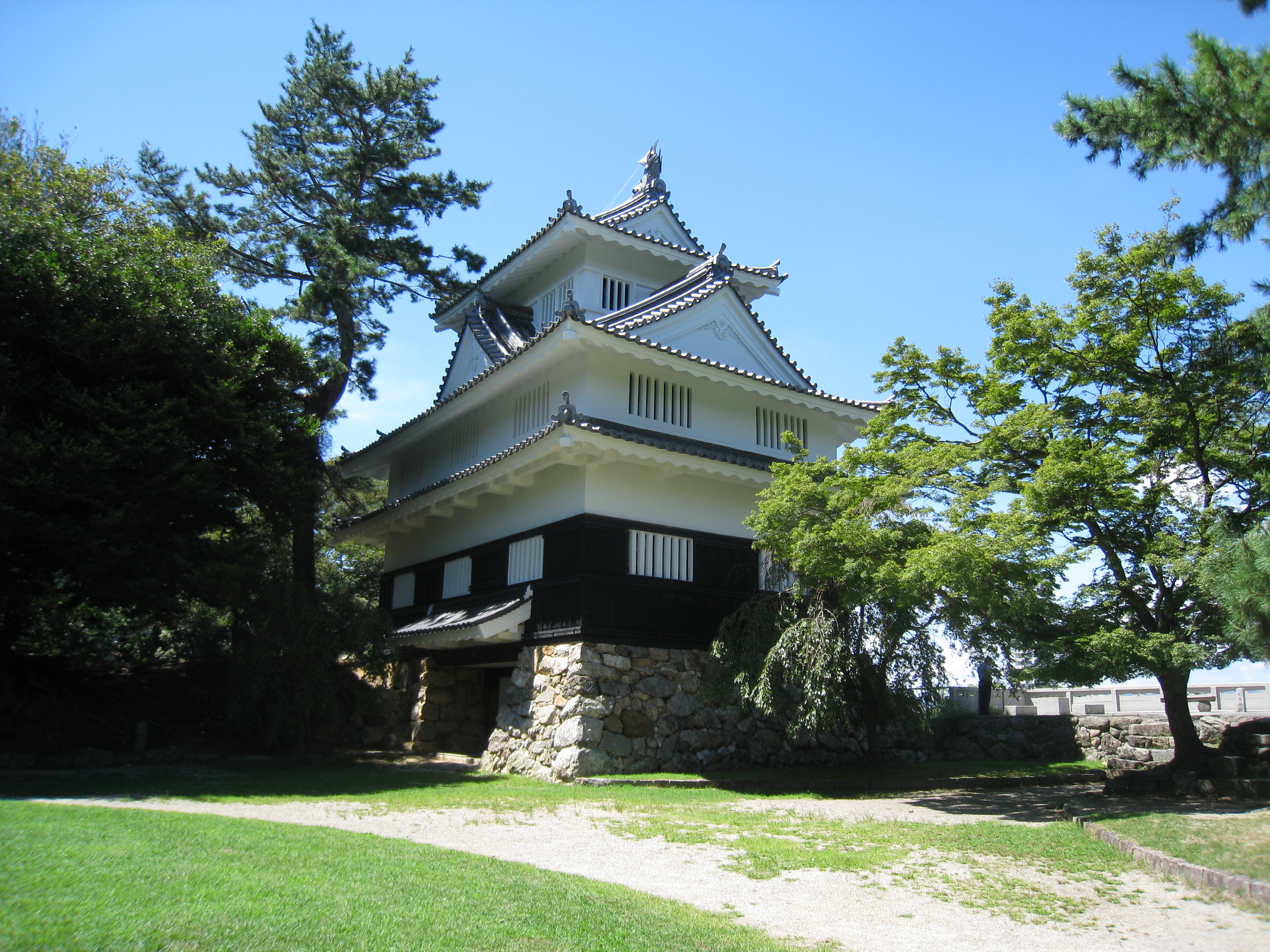
Château de Yoshida.

- Château de Yoshida
- Château de Nirengi
- Église orthodoxe de Toyohashi

## Éducation
- Université technique de Toyohashi

## Jumelage
La ville de Toyohashi est jumelée avec :
- Nantong (Chine) depuis 1987
- Toledo (États-Unis) depuis 2000

Elle a aussi des relations avec :
- Denver (États-Unis) depuis 1980
- Wolfsbourg (Allemagne) depuis 1999
- Jinju (Corée du Sud) depuis 1992
- Paranavaí (Brésil) depuis 2008

## Transports
Toyohashi est desservie par de nombreuses lignes de train :
- JR Central : ligne Shinkansen Tōkaidō, ligne principale Tōkaidō, ligne Iida,
- Meitetsu : ligne principale Nagoya,
- Toyotetsu : ligne Atsumi.

Toyotetsu exploite également une ligne de tramway : la ligne principale Azumada.
La gare de Toyohashi est la principale gare de la ville.
La ville possède un port.

## Personnalités liées à la commune
- Kyusaku Ogino (1882-1975), gynécologue
- Masatoshi Koshiba (1926-2020), physicien
- Morio Matsui (1942-2022), peintre
- Kuniaki Sagakami (1944-), 8e dan, karatéka
- Kitarō (1953-), compositeur et interprète de musique new age
- Ken Matsudaira (1953-), acteur et chanteur
- Aya Kitō (1962-1988), lycéenne
- Kōji Matsushita (1967-), pongiste
- Yoshio Sawai (1977-), mangaka
- Sakon Yamamoto (1982-), pilote automobile
- Akiko Suzuki (1985-), patineuse
- Kenichi Ogawa (1988-), boxeur
- Rena Matsui (1991-), chanteuse
- Genta Miura (1995-), footballeur